# Jaime Álvarez de las Asturias Bohorques y Guiráldez
Jaime Álvarez de las Asturias Bohorques y Guiráldez (Madrid, 7 d'agost de 1838 - 16 de març de 1885) fou un polític i aristòcrata espanyol, comte de Canillas de Torneros de Enríquez.

## Biografia
Era fill del duc de Gor, gran d'Espanya. Es llicencià en dret i fou tinent fiscal del Consell Suprem de Guerra. Un cop es va fer efectiva la restauració borbònica es va fer membre del Partit Conservador, amb el qual fou diputat per Nules a les eleccions generals espanyoles de 1876 i 1879. Va intentar contrarestar la influència dels canovistes per damunt dels antics membres històrics del Partit Moderat.